# Ireneusz Strzałkowski
Ireneusz Strzałkowski (ur. 3 czerwca 1939, zm. 21 marca 2006 w Warszawie) – polski uczony, specjalista z zakresu fizyki półprzewodników, profesor doktor habilitowany Wydziału Fizyki Politechniki Warszawskiej. 

## Życiorys
Kierował Pracownią Metod Elektrooptycznych, Pracownią Badania Struktur Półprzewodnikowych oraz Pracowni Struktur MOS IF i WF PW, pełnił funkcję zastępcy dyrektora Instytutu Fizyki Politechniki Warszawskiej ds. Nauczania. Ireneusz Strzałkowski od 1986 był członkiem i przewodniczącym Komisji Rektorskich i Senackich Politechniki Warszawskiej, a od 1999 członkiem Senatu PW. Przez wiele lat był związany z Polskim Towarzystwem Fizycznym, jako członek, w latach 1989-1991 członek Zarządu Oddziału Warszawskiego PTF, od 1991 do 1993 był członkiem Zarządu Głównego PTF, od 1991 do 1995 przewodniczący Oddziału Warszawskiego PTF. W 1993 został powołany na czteroletnią kadencję sekretarza generalnego PTF, a następnie w latach 1997-2002 prezesa PTF. W 1996 został wybrany na przedstawiciela PTF do EUPEN i pełnił tę funkcję przez cztery lata.
Pochowany na nowym cmentarzu na Służewie przy ulicy Wałbrzyskiej (prawa strona, linia 10, grób 40).

## Członkostwo
- członek indywidualny Europejskiego Towarzystwa Fizycznego (EPS),
- członek Rady EPS (1994-2003)
- członek Zarządu Division of Education/University Section EPS (od 2001)
- członek American Physic Society(od 1999), American Association for Adv. Sci.(2000-2003),
- Brytyjskiego Towarzystwa Fizycznego (od 1998),
- Polskiej Grupy SEFI (od 1994)
- członek Komitetu Fizyki PAN (od 1999),
- Prezydium Komisji Fizyki PAN (od 2003),
- członek Rady Towarzystwa Naukowego przy Prezydium PAN (1999-2002)
- członek Rad Naukowych: CBW i obecnie IWC PAN (od 1994) oraz IFD UW (od 1999)
- członek Polskiego Komitetu Konkursu Prac Młodych Naukowców Unii Europejskiej (od 1999)
- Editorial Board European Journal of Physics(1995-2000), Scientific Advisory Committee The European Physical Journal (od 2000

## Odznaczenia
- Złoty Krzyż Zasługi,
- Medal Komisji Edukacji Narodowej,
- Krzyż Kawalerski Orderu Odrodzenia Polski
- Srebrna i Złota Odznaka Zasłużony dla Politechniki Warszawskiej,
- trzykrotny Dyplom Najlepszego Wykładowcy,
- Chartered Physicist IOP,
- Fellow IOP (od 1998),
- Członek Honorowy Litewskiego Towarzystwa Fizycznego (od 2001).